# Nádraží Holešovice (metrostation)
Nádraží Holešovice (Station Holešovice) is een metrostation van de metro van Praag. Het station bevindt zich in de wijk Holešovice en is onderdeel van het spoorwegstation Praha-Holešovice. Nádraží Holešovice wordt aangedaan door metrolijn C
Het metrostation werd geopend in november 1984 onder de naam Fučíkova. Op 22 februari 1990 werd de naam veranderd in de huidige. Tot juni 2004, toen metrolijn C werd uitgebreid naar Kobylisy, was Nádraží Holešovice het eindstation van de lijn. Het metrostation ligt 7 meter onder de grond en heeft twee uitgangen. De zuidelijke uitgang leidt naar het tram- en busstation, de noordelijke uitgang naar het spoorwegstation.
Letňany · Prosek · Střížkov · Ládví · Kobylisy · Nádraží Holešovice · Vltavská · Florenc · Hlavní nádraží · Muzeum · I. P. Pavlova · Vyšehrad · Pražského povstání · Pankrác · Budějovická · Kačerov · Roztyly · Chodov · Opatov · Háje